# Modehandlerskan
För andra betydelser, se Modehandlerskan (olika betydelser).
Modehandlerskan är en oljemålning av den franske rokokokonstnären François Boucher. Den målades 1746 och ingår i Nationalmuseums samling i Stockholm. 
Det är morgon, och en modehandlerska besöker sin kund. Här syns tidstypiska accessoarer: den penjoar, eller puderkappa, som kunden bär, en puderpuff av svandun och, intill modehandlerskan, en låda med färggranna rosetter. 
Målningen var ursprungligen tänkt som en del i en serie av fyra målningar som skulle visa sysslor under morgon, middag, kväll och natt. De beställdes 1745 av Carl Gustaf Tessin åt kronprinsessan Lovisa Ulrika. Detta var det enda av verken som fullbordades.
År 1866 stor Nationalmuseums byggnad klar, ritad av Friedrich August Stüler och Fredrik Wilhelm Scholander. I samband med det överfördes Lovisa Ulrikas samling av franskt 1700-tals måleri från Drottningholms slott till Nationalmuseum.